# Cassiope lycopodioides
Cassiope lycopodioides là một loài thực vật có hoa trong họ Thạch nam. Loài này được (Pall.) D.Don mô tả khoa học đầu tiên năm 1834.

## Hình ảnh

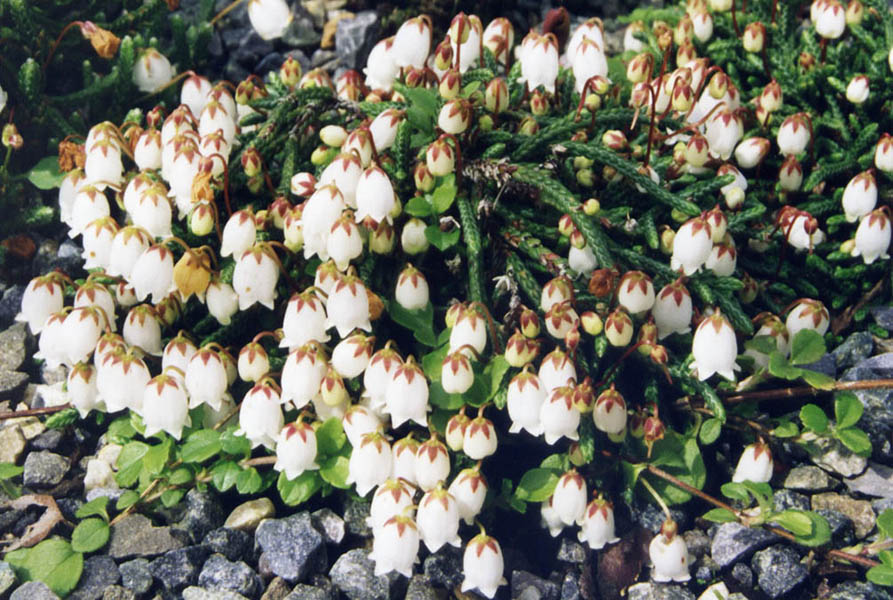
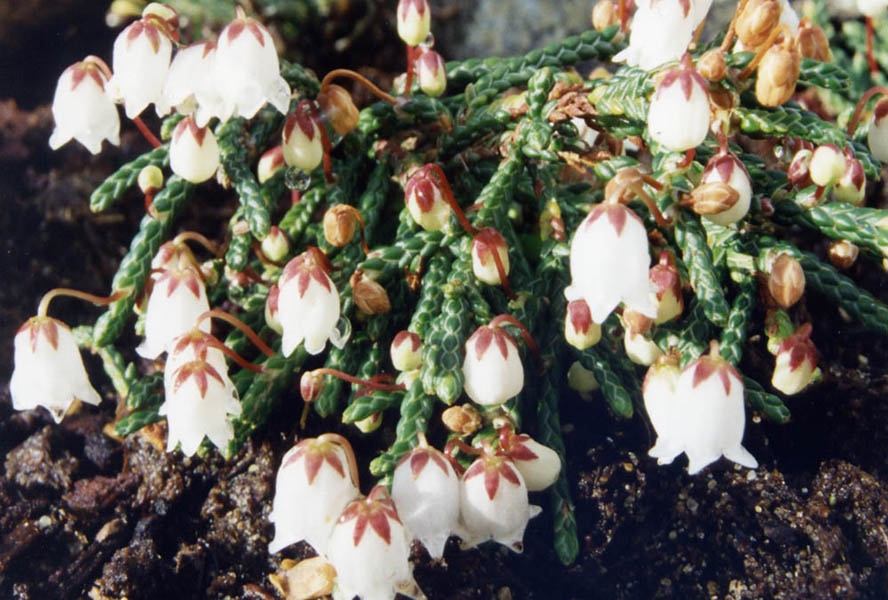
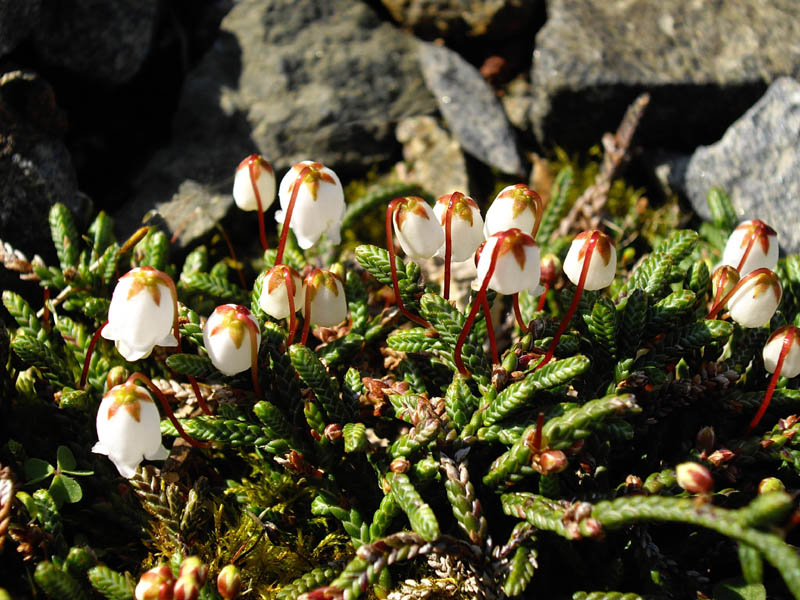
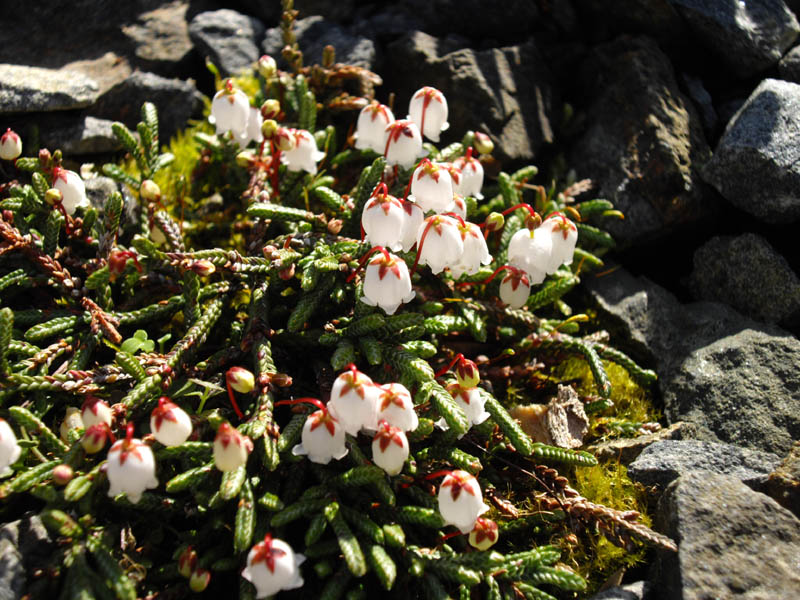